# یواس‌اس دان خوان د اتریش
یواس‌اس دان خوان د اتریش (به انگلیسی: USS Don Juan de Austria) یک کشتی بود که طول آن ۲۱۵ فوت ۶ اینچ (۶۵٫۶۸ متر) بود. این کشتی  در سال ۱۸۸۷ ساخته شد.